# Frágil equilibrio
Frágil equilibrio, traducida al inglés como Delicate Balance, es una película documental española dirigida por Guillermo García López y estrenada en 2016. Habla de la sociedad de consumo tal y como la conocemos a través de tres historias en distintos puntos del mundo. Cuenta con la colaboración de José Mújica, que se encarga de la narración del hilo conductor y se trata de la ópera prima de su director.

## Argumento
Mediante tres historias aparentemente inconexas, el documental muestra las consecuencias de la sociedad de consumo en las vidas de personas de distintas partes del mundo. Retrata, por una parte, la experiencia de una tribu africana que emprende su viaje a la valla de Melilla con intención de poder cruzar la frontera hacia Europa, por otra, la de familias madrileñas que se enfrentan a desahucios afectadas por la crisis y la especulación inmobiliaria, y, por último, la relación de los salaryman japoneses con su trabajo y cómo esos niveles de productividad pueden afectar a su calidad de vida. Todo ello con la narración del expresidente uruguayo José Mújica.

## Producción
Se trata de una película dirigida y guionizada en 2016 por Guillermo García López quién, junto a Pedro González Kühn y fue también fue productor de esta, asociados con Pablo Godoy-Estel, David Casas, Marina García y David Guerrero. Para su producción se elaboró un proyecto colaborativo desde distintos lugares del mundo organizando los múltiples rodajes puesto que se trata de una producción autofinanciada y con ayuda del micromecenazgo.
Por otro lado, la empresa productora es Sintagma Films, mientras que la distribución fue de la mano de Caramel films.

### Localización y Fotografía
Las localizaciones presentes en la película son Madrid, Melilla, Marruecos, Tokio, Los Ángeles, México DF, Hong Kong, Catar, Chile, Londres, Montevideo. Con una fotografía de la mano de Pablo Bürmann.

### Música
Uno de los aspectos destacables de la producción es el aporte musical de Zeltia Montes que obtuvo una nominación a los Premios Goya en su 31 edición (2017).

### Clasificación por edades
Esta producción no recomienda su visualización a menores de doce años en España.

## Estreno
Fechas de estreno según país
| País        | Fecha                 | Acto                                        |
| ----------- | --------------------- | ------------------------------------------- |
| España      | 24 de octubre de 2016 | Semana internacional de cine de Valladolid  |
| Grecia      | marzo de 2017         | Festival de documentales de Tesalónica      |
| Reino Unido | 24 de junio de 2017   | Festival Internacional de cine de Edimburgo |
| Uruguay     | 16 de agosto de 2017  | Festival Camina de Cine Ambiental           |
| Islandia    | 4 de octubre de 2018  | Festival Internacional de cine de Reykjavik |

## Recepción
Comercial
El documental obtuvo una recaudación de 100.399,24 euros y 17.087 espectadores.
Crítica
Frágil equilibrio ha sido bien recibida tanto por la crítica cinematográfica como por el público, se convirtió en ganadora de múltiples premios y menciones especiales en festivales (véase Premios y nominaciones) y llevó a su director a comentar la proyección en diversas ocasiones.

Entre las valoraciones que se han hecho de la producción se encuentran:
“Un primer vistazo al desastre socioeconómico en el que estamos convirtiendo nuestro mundo”
“Una llamada de atención a la conciencia colectiva en una sociedad desigual”
"Se ha convertido en uno de esos éxitos íntimos que a fuerza de extraños han acabado en simple milagro.”
"Casi compone una película de ficción por lo increíble de su ámbito y la destreza al mostrárnoslo."

## Premios y nominaciones
Premios y nominaciones de Frágil Equilibrio
| Año  | Categoría                 | Premio / Festival                                    | Resultado |
| ---- | ------------------------- | ---------------------------------------------------- | --------- |
| 2016 | DocEspaña                 | Semana Internacional del Cine de Valladolid (SEMICI) | Ganadora  |
| 2016 | Selección oficial         | Festival Internacional de Documentales de Ámsterdam  | Ganadora  |
| 2017 | Mejor Película Documental | Premios Goya                                         | Ganadora  |
| 2017 | Mejor Canción Original    | Premios Goya                                         | Nominada  |
| 2017 | Premio Movistar+          | MiradasDoc                                           | Ganadora  |